# العلاقات البوروندية السريلانكية
العلاقات البوروندية السريلانكية هي العلاقات الثنائية التي تجمع بين بوروندي وسريلانكا.

## مقارنة بين البلدين
هذه مقارنة عامة ومرجعية للدولتين:
| وجه المقارنة                                              | بوروندي                                    | سريلانكا                         |
| --------------------------------------------------------- | ------------------------------------------ | -------------------------------- |
| المساحة (كم2)                                             | 27.83 ألف                                  | 65.61 ألف                        |
| عدد السكان (نسمة)                                         | 10.86 مليون                                | 21.44 مليون                      |
| الكثافة السكانية (ن./كم²)                                 | 390.23                                     | 326.78                           |
| العاصمة                                                   | بوجومبورا، جيتيغا                          | سري جاياواردنابورا كوتي، كولمبو  |
| اللغة الرسمية                                             | اللغة الكيروندية، لغة فرنسية، لغة إنجليزية | اللغة السنهالية، اللغة التاميلية |
| العملة                                                    | فرنك بوروندي                               | روبية سريلانكي                   |
| الناتج المحلي الإجمالي (بليون دولار)                      | 3.48 مليار                                 | 87.17 مليار                      |
| الناتج المحلي الإجمالي (تعادل القوة الشرائية) بليون دولار | 8.13 مليار                                 | 246.62 مليار                     |
| الناتج المحلي الإجمالي الاسمي للفرد دولار أمريكي          | 277                                        | 3.93 ألف                         |
| الناتج المحلي الإجمالي للفرد دولار أمريكي                 | 77                                         | 11.11 ألف                        |
| مؤشر التنمية البشرية                                      | 0.400                                      | 0.757                            |
| رمز المكالمات الدولي                                      | +257                                       | +94                              |
| رمز الإنترنت                                              | .bi                                        | .lk،                             |
| المنطقة الزمنية                                           | ت ع م+02:00                                | ت ع م+05:30                      |

## منظمات دولية مشتركة
يشترك البلدان في عضوية مجموعة من المنظمات الدولية، منها:
| علم المنظمة | اسم المنظمة                               | تاريخ انضمام بوروندي | تاريخ انضمام سريلانكا |
| ----------- | ----------------------------------------- | -------------------- | --------------------- |
|             | مؤسسة التنمية الدولية                     | 28 سبتمبر 1963       | 27 يونيو 1961         |
|             | يونسكو                                    | 16 نوفمبر 1962       | 14 نوفمبر 1949        |
|             | وكالة ضمان الاستثمار متعدد الأطراف        | 10 مارس 1998         | 27 مايو 1988          |
|             | الأمم المتحدة                             | 18 سبتمبر 1962       | 14 ديسمبر 1955        |
|             | الاتحاد البريدي العالمي                   | ?                    | ?                     |
|             | البنك الدولي للإنشاء والتعمير             | 28 سبتمبر 1963       | 29 أغسطس 1950         |
|             | الاتحاد الدولي للاتصالات                  | 16 فبراير 1963       | 1897                  |
|             | منظمة حظر الأسلحة الكيميائية              | ?                    | ?                     |
|             | مؤسسة التمويل الدولية                     | 28 نوفمبر 1979       | 20 يوليو 1956         |
|             | المركز الدولي لتسوية المنازعات الاستشارية | 5 ديسمبر 1969        | 11 نوفمبر 1967        |
|             | منظمة التجارة العالمية                    | 23 يوليو 1995        | ?                     |
|             | منظمة الشرطة الجنائية الدولية             | ?                    | ?                     |

## وصلات خارجية
- موقع وزارة الخارجية السريلانكية